# The Importance of Being Earnest (Barry)
The Importance of Being Earnest ist eine Oper in drei Akten von Gerald Barry (Musik) mit einem eigenen Libretto nach Oscar Wildes gleichnamiger Komödie The Importance of Being Earnest. Sie wurde am 7. April 2011 in der Walt Disney Concert Hall in Los Angeles konzertant uraufgeführt. Die szenische Uraufführung fand am 17. März 2013 in der Opéra national de Lorraine in Nancy statt.

## Handlung

### Erster Akt
Luxuriöses Frühstückszimmer in Algernon Moncrieffs Wohnung in Half-Moon Street, London
Algernon spielt auf dem Klavier eine Fassung von Auld Lang Syne, während sein Diener Lane den Tisch für die zum Nachmittag erwarteten Gäste, Algernons Tante Augusta Bracknell und deren Tochter Gwendolen Fairfax, deckt. Sein Freund Ernest trifft ein. Algernon fällt eine Widmung an Ernests Zigarettenetui auf: „Von der kleinen Cecily mit ihrer tiefsten Liebe zu ihrem lieben Onkel Jack.“ Nach einigem Zögern gibt Ernest zu, dass Cecily sein Mündel ist und in seinem Landhaus unter der Aufsicht der Gouvernante Miss Prism lebt. Er nennt sich nur in der Stadt Ernest, auf dem Land aber Jack (sein eigentlicher Name ist John). Dort gibt er gelegentlich vor, seinen jüngeren Bruder Jack in der Stadt besuchen zu wollen. Algernon hat eine Bezeichnung für dieses Verhalten: Er nennt Jack einen „Bunburyisten“. Er selbst führt ein ähnliches Doppelleben: Wenn er aufs Land fahren möchte, gibt er vor, dort seinen kranken Freund Bunbury zu besuchen. Als Gwendolen und Lady Bracknell eintreffen, entschuldigt sich Algernon mit dieser Ausrede für das Abendessen. Lady Bracknell erklärt, dass sie keine französischen Lieder mag, und singt, begleitet von ihrer Tochter am Klavier, Schillers „Freude, schöner Götterfunken“ auf eine eigene Melodie. Anschließend zieht sie sich mit Algernon ins Musikzimmer zurück. Jack nutzt die Gelegenheit, Gwendolen einen Heiratsantrag zu machen. Da sie immer schon jemanden mit dem Namen Ernest lieben wollte, nimmt sie freudig an. Den Namen Jack findet sie völlig uninteressant. Kurz darauf kehrt Lady Bracknell zurück. Nachdem sie von der Verlobung ihrer Tochter erfahren hat, prüft sie Jack auf seine Gesellschaftstauglichkeit. Leider stellt sich heraus, dass seine Herkunft ungewiss ist. Er wurde als Baby in einer Handtasche an der Victoria Station aufgefunden und anschließend adoptiert. So kann aus der Hochzeit nichts werden. Algernon informiert seinen Diener darüber, dass er am nächsten Tag bunburysieren, d. h. aufs Land fahren werde.

### Zweiter Akt
Garten von John Worthings Landhaus
Eine graue Steintreppe führt zum Haus hinauf. Der Garten ist altmodisch und voller Rosen. Es ist Juli. Korbstühle und ein mit Büchern bedeckter Tisch stehen unter einer großen Eibe.
Miss Prism drängt ihren desinteressierten Schützling Cecily nachdrücklich zum Deutschunterricht und singt ihr eine eigene Fassung von „Freude, schöner Götterfunken“ vor. Sie gibt zu, in jungen Jahren einen dreibändigen Roman verfasst zu haben, dessen Manuskript aber verloren ging. Der Diener Merriman meldet den Besuch von Ernest Worthing, den sie für den Bruder ihres Vormunds hält. In Wirklichkeit handelt es sich um Algernon, der sich lediglich als dessen Bruder ausgibt, um das Mädchen kennenzulernen. Während die beiden ins Haus gehen, kehrt Miss Prism mit dem Rektor Dr Chasuble zurück. Gleichzeitig trifft Jack ein. Er trägt Trauerkleidung und behauptet, dass sein Bruder Ernest gestorben sei. Jack will die Anwesenheit Dr Chasubles nutzen, um sich von diesem in „Ernest“ umtaufen zu lassen. Cecily kommt zu seiner Begrüßung aus dem Haus. Sie wundert sich, dass Jacks Bruder gestorben sein soll, den sie doch gerade erst kennengelernt hat. Sie holt Algernon aus dem Haus, um das zu klären. Algernon macht Cecily den Hof, und sie entgegnet, dass sie ihn bereits seit drei Monaten liebe, seit Jack ihr von seinem durchtriebenen Bruder Ernest erzählt habe. Ein Ehemann namens Ernest sei schon immer ihr Traum gewesen, und sie könnte niemals jemandem mit einem anderen Namen so viel Aufmerksamkeit schenken. Algernon beschließt daraufhin ebenfalls, sich von Dr Chasuble umtaufen zu lassen. Wenig später stellen Cecily und Gwendolen fest, dass sie beide mit Ernest Worthing verlobt sind. Sie stellen die beiden Männer nacheinander zur Rede und entlarven deren Lügen. Da sie beide betrogen wurden, schließen sie schwesterliche Freundschaft miteinander und gehen ins Haus. Jack und Algernon bleiben streitend zurück.

### Dritter Akt
Frühstückszimmer in Worthings Haus
Jack und Algernon teilen Cecily und Gwendolen mit, dass sie sich umtaufen lassen wollen. Das beeindruckt die beiden außerordentlich. Auch Lady Bracknell erscheint jetzt im Landhaus. Sie ist zuerst entsetzt, als sie von der Verlobung ihres Neffen erfährt. Als sie jedoch von Cecilys Erbe hört, ändert sie schnell ihre Meinung und möchte die Hochzeit möglichst schnell stattfinden lassen. Nun weigert sich allerdings Jack, der Vermählung seines Mündels mit seinem Freund zuzustimmen, solange Lady Bracknell nicht auch seine eigene Heirat mit Gwendolen gestattet. Dr Chasuble trifft ein, um die Taufhandlungen auszuführen. Da die beiden Männer aber kein Interesse mehr daran zu haben scheinen, erklärt er, dass Miss Prism auf ihn warte und er wieder gehen werde. Bei diesem Namen wird Lady Bracknell hellhörig. Sie verlangt, Miss Prism sofort hereinzuholen. Es stellt sich heraus, dass diese vor 28 Jahren als Gouvernante für die Bracknells arbeitete. Eines Tages war sie mit Lady Bracknells kleinem Neffen im Kinderwagen und ihrem Roman-Manuskript in einer großen Handtasche unterwegs. In einem Augenblick der Verwirrung verwechselte sie beides und ließ den Jungen in der Tasche an der Victoria Station liegen. Sie wagte es daraufhin nicht mehr, in ihre Stellung zurückzukehren. Jack holt die Handtasche und beweist damit, dass er selbst dieser Junge war. Er ist somit der ältere Bruder Algernons. Lady Bracknell weiß noch, dass der Junge so hieß wie sein Vater, ein General. Aus den Armeelisten erfahren alle, dass Jacks echter Name tatsächlich „Ernest“ ist. Seine vermeintliche Lüge war also die Wahrheit. Gwendolen ist begeistert. Beide Paare können heiraten.

## Gestaltung

### Orchester
Die Oper ist kammermusikalisch klein besetzt und benötigt ungefähr zwanzig Spieler mit den folgenden Instrumenten:
- Holzbläser: Flöte (auch Piccolo), Oboe (auch Englischhorn), Klarinette, Bassklarinette, zwei Fagotte (2. auch Kontrafagott)
- Blechbläser: zwei Hörner, zwei Trompeten (1. auch Trompete in D), Posaune, Tuba
- Pauken, Schlagzeug (zwei Spieler): Marimba, Vibraphon, Becken, kleine Trommel, große Trommel, Chimes, Windmaschine, Lion’s roar, Flexaton, großer Hammer, weiße flache Teller, Telefon, Marschstiefel, Pistole
- Klavier (auch Celesta)
- Streicher (solistisch): Violine 1, Violine 2, Bratsche, Violoncello, Kontrabass

### Musik
Die Komposition verbindet den Sprachwitz Oskar Wildes mit musikalischer Komik und Anspielungen von Ludwig van Beethoven bis zu Benjamin Britten. Das Libretto reduzierte Barry so, dass die wichtigsten Sätze erhalten blieben, aber bestimmte „ermüdende“ („tedious“) Stellen überbetont werden. Sprachrhythmen und -metriken werden in motorisch gleichförmige syllabische Teile zerschnitten und von ungewohnten Instrumentenkombinationen begleitet.
Die Oper beginnt mit einer vorab aufgenommenen Klavier-Fantasie über das Lied Auld Lang Syne, das Barry als Tribut an Betty Freeman verstand. Diese Melodie erscheint im späteren Verlauf noch einige weitere Male. Das Duett im ersten Akt, in dem sich Jack und Algernon über Gurkensandwiches unterhalten, vertonte Barry in Form einer gebrochenen zwölftönigen Melodie mit wilden Sprüngen und einem den Text vollkommen ignorierenden Rhythmus, der der Absurdität des Dialogs entspricht.
Cecily und Gwendolen haben ein Duett für rhythmisch-melodisch auskomponierte Sprechstimmen. Gegen Ende des zweiten Akts, als sie die Lügen der Männer erkennen, sprechen sie durch Megafone und werden dabei vom Klang von zerschmetternden Tellern begleitet. Der Rezensent von Bachtrack nannte dieses „Ostinato“ für zerbrochenes Porzellan eine Meisterleistung des Komponisten. Insgesamt werden in der Oper 48 solche Teller zerschlagen, die laut Partitur weiß sein und einen Durchmesser von mindestens 27 cm haben müssen. Auch andere derartige Spezialinstrumente gab Barry genau vor. So muss das Telefon von der Art sein, wie sie in den Filmen von Alfred Hitchcock verwendet wurden, die Megafone müssen in der Hand getragen werden, der große Hammer muss wie in Alban Bergs Drei Orchesterstücken klingen, und die Pistole soll wie der Revolver in Erik Saties Ballett Parade feuern.

## Werkgeschichte
Gerald Barrys Vertonung von Oskar Wildes Komödie The Importance of Being Earnest ist seine fünfte Oper. Sie ist ein Auftragswerk der Los Angeles Philharmonic Association und des Londoner Barbican Centre. Die Komposition entstand in den Jahren 2009 bis 2010 innerhalb von acht Monaten. Das Libretto extrahierte Barry selbst aus der Vorlage, die er auf ungefähr ein Drittel kürzte, ohne die Handlung zu verändern. Auch die bekanntesten Textzeilen behielt er bei. Nach eigener Aussage entfernte er sämtliche „sozialen Belange“ und gab somit „dem Ganzen einen anderen Ton“. Der Butler sei „nicht mehr so höflich wie vorher“. Lady Bracknell wird von einem Bass gesungen. Barry stellte sie sich „als eine große Rugbyspielerin aus Wales“ vor.
Die konzertante Uraufführung fand am 7. April 2011 mit dem Los Angeles Philharmonic unter der Leitung von Thomas Adès in der Walt Disney Concert Hall in Los Angeles statt. Es sangen Gordon Gietz (John Worthing), Joshua Bloom (Algernon Moncrieff), Hila Plitmann (Cecily Cardew), Katalin Karolyi (Hon. Gwendolen Fairfax), Hilary Summers (Miss Prism) und Stephen Richardson (Lady Bracknell). Es gab zunächst nur eine einzige weitere Aufführung am Folgetag.
Am 26. und 28. April 2012 folgten Aufführungen in London und Birmingham, wo Adès die Birmingham Contemporary Music Group leitete. Hier sangen Peter Tantsits die Partie des Jack, Barbara Hannigan die Cecily, Katalin Károlyi die Gwendolen und Alan Ewing die Lady Bracknell. Ein Mitschnitt erschien auf CD. Sie wurde für einen Grammy nominiert.
Die szenische Uraufführung gab es am 17. März 2013 in der Opéra national de Lorraine in Nancy in einer Inszenierung von Sam Brown mit einem Bühnenbild und Kostümen von Anne-Marie Woods. Die musikalische Leitung hatte Tito Muñoz. Die Sänger waren Chad Shelton (Jack Worthing), Phillip Addis (Algernon Moncrieff), Ida Falk Winland (Cecily Cardew), Wendy Dawn Thompson (Hon. Gwendolen Fairfax), Diana Montague (Miss Prism) und Alan Ewing (Lady Bracknell).
Weitere Produktionen sind auf der Website des Verlags Schott Music aufgeführt:
- 14.–22. Juni 2013: London, Royal Opera House im Linbury Theatre – Orchester: Britten Sinfonia; Dirigent: Tim Murray; Inszenierung: Ramin Gray; ausverkaufte Vorstellungen;[5] Wiederaufnahme vom 29. März bis 3. April 2016 im Londoner Barbican Theatre[8]
- Oktober 2013: Tournee der Northern Ireland Opera mit Vorstellungen in Derry, Belfast, Cork und Dublin – Dirigent: Pierre-André Valade; Inszenierung: Antony McDonald[9]
- 2.–4. Juni 2016: New York, Lincoln Center – Orchester: New York Philharmonic; Crash Ensemble; Dirigent: Ilan Volkov
- 30. April – 2. Mai 2019 | Freiburg im Üechtland, Equilibre – Orchester: Orchestre de chambre fribourgeois; Dirigent: Jérôme Kuhn; Inszenierung: Julien Chavaz; Design: Severine Besson; auch vom 16.–24. Mai 2019 im Athénée Théâtre Louis-Jouvet in Paris; Video-Übertragung auf Operavision[6]

Das Werk erhielt hervorragende Kritiken und wurde mit dem Royal Philharmonic Society (RPS) Award for Large-Scale Composition 2013 ausgezeichnet. Mark Swed von der Los Angeles Times schrieb nach der konzertanten Uraufführung, die Oper sei auf hysterische Weise lustig und die Partitur hochentwickelt und unbeschreiblich verrückt („The opera is hysterically funny. The score is highly sophisticated and indescribably zany.“). Obwohl bei der konzertanten Premiere noch viele Sitze leer geblieben waren, war er sich sicher, dass sich die Qualität des Werks bis zu den Londoner Aufführungen im Folgejahr herumgesprochen haben und diese dann ein „major event“ sein würden.

## Aufnahmen
- 26. April 2012 – Thomas Adès (Dirigent), Birmingham Contemporary Music Group.
 Peter Tantsits (Jack Worthing), Joshua Bloom (Algernon Moncrieff), Barbara Hannigan (Cecily Cardew), Katalin Károlyi (Hon. Gwendolen Fairfax), Hilary Summers (Miss Prism), Alan Ewing (Lady Bracknell), Benjamin Bevan (Lane/Merriman), Joshua Hart (Dr Chasuble).
 Live aus der Barbican Hall in London.
 NMC D197.[7]
- 23. Mai 2019 – Jérôme Kuhn (Dirigent), Julien Chavaz (Inszenierung), Julien Chavaz und Severine Besson (Bühne), Severine Besson (Kostüme), Eloi Gianini (Licht), Nicole Morel (Choreografie), Orchestre de chambre fribourgeois.
 Timur Bekbosunov (Jack Worthing), Ed Ballard (Algernon Moncrieff), Alison Scherzer (Cecily Cardew), Nina van Essen (Hon. Gwendolen Fairfax), Jessica Walker (Miss Prism), Graeme Danby (Lady Bracknell), Vincent Casagrande (Lane/Merriman), Steven Beard (Dr Chasuble).
 Video; live aus dem Athénée Théâtre Louis-Jouvet in Paris; Inszenierung der Nouvel Opéra Fribourg.
 Videostream bei Operavision.[6]